# ماوالگاما
ماوالگاما (به لاتین: Mawalgama) یک منطقهٔ مسکونی در سری‌لانکا است که در استان غربی، سری‌لانکا واقع شده‌است. ماوالگاما ۲٬۰۳۳ نفر جمعیت دارد و ۳۶ متر بالاتر از سطح دریا واقع شده‌است.